# فراگیری (زبان‌شناسی)
در زبان‌شناسی، فراگیری (انگلیسی: Clusivity) به تفاوتی اشاره دارد که برخی زبان‌ها میان دو نوع «ما» قائل می‌شوند:
ما (شامل تو): یعنی گوینده و شنونده هر دو در آن «ما» هستند.
ما (بدون تو): یعنی فقط گوینده و افراد دیگر (نه شنونده) در آن «ما» هستند.
مثلاً فرض کنید من بگویم «ما می‌رویم». اگر شنونده هم با من می‌آید، می‌شود ما شامل تو. اگر شنونده نمی‌آید، می‌شود ما بدون تو.
در فارسی چنین تفاوتی در شکل واژه «ما» وجود ندارد، اما در بعضی زبان‌ها (مثلاً فیجیایی یا زبان‌های بومی آمریکای جنوبی) این تفاوت با واژه‌های جداگانه نشان داده می‌شود.

## تعریف
به عبارتی زبان‌شناسانه، فراگیری به تمایز دستوری میان ضمیرها و صرف فعلی در شخص اول اشاره دارد که به‌صورت «مایِ فراگیر» و «مایِ اختصاصی» شناخته می‌شود. منظور از «مایِ فراگیر» آن است که شنونده را نیز در بر می‌گیرد، در حالی که «مایِ اختصاصی» به‌طور مشخص شنونده را کنار می‌گذارد. به‌عبارت دیگر، در برخی زبان‌ها دو واژهٔ متفاوت برای «ما» وجود دارد: یکی به معنی «من و تو (و شاید فرد یا افرادی دیگر)» و دیگری به معنی «من و فرد یا افرادی دیگر، اما نه تو».
هرچند تصور چنین تمایزی در میان ضمیرهای دیگر، به‌ویژه در شخص دوم (مثل تفاوت میان «تو» و «تو و دیگران») ممکن به‌نظر می‌رسد، اما وجود فراگیری در شخص دوم در زبان‌های طبیعی محل بحث است و شواهد روشنی از آن در دست نیست.
در حالی‌که بسیاری زبان‌ها، مانند انگلیسی فاقد این ویژگی هستند، فراگیری در بسیاری از زبان‌های جهان دیده می‌شود. در فارسی دری افغانستان برای نمونه، عبارت «ما و شما» به شکل یک ضمیر، کاربرد زیادی دارد که منظور از آن «مایِ فراگیر»، یعنی گوینده و مخاطب با هم است.
نخستین توصیف مکتوب از این تمایز توسط یک زبان‌شناس اروپایی در سال ۱۵۶۰ توسط دومینگو د سانتو توماس ارائه شد. او در اثر خود با عنوان «دستور یا هنر زبان عمومی سرخ‌پوستان قلمروهای پرو» که در وایادولید اسپانیا منتشر شد، به زبان‌های منطقهٔ پرو پرداخته بود.

## الگوی شماتیک

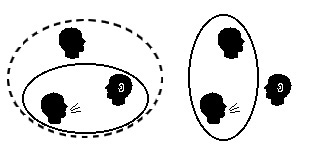
مجموعه‌های ارجاع: صورت فراگیر (چپ) و صورت اختصاصی (راست)

الگوهای فراگیری را می‌توان در قالب جدولی دو در دو خلاصه کرد:
|                       |     | شنونده را دربرمی‌گیرد؟                  | شنونده را دربرمی‌گیرد؟                  |
| بله                   | خیر |                                        |                                        |
| --------------------- | --- | -------------------------------------- | -------------------------------------- |
| گوینده را دربرمی‌گیرد؟ | بله | «ما» ی فراگیر: من و تو (و شاید دیگران) | «ما» ی اختصاصی: من و دیگران، اما نه تو |
| گوینده را دربرمی‌گیرد؟ | خیر | تو / شما / شماها                       | آنان                                   |

## صرف‌شناسی
در برخی زبان‌ها، ضمیرهای سه‌گانهٔ شخص اول از ریشه‌هایی مستقل تشکیل شده‌اند. این موضوع در زبان چچنی دیده می‌شود که در آن، حالت مفرد به‌صورت со (so)، صورت اختصاصی тхо (txo) و صورت فراگیر вай (vay) است. اما در برخی زبان‌های دیگر، این سه صورت ترکیب‌های ساده‌ای از اجزای قابل‌شناسایی هستند؛ مانند توک پیسین، نوعی کریول انگلیسی که در پاپوآ گینه نو صحبت می‌شود و در آن، صورت مفرد mi، صورت اختصاصی mi-pela و صورت فراگیر yu-mi (ترکیبی از mi و yu به‌معنای «تو») یا yu-mi-pela هستند.
با این حال، گاهی تنها یکی از ضمیرهای جمع با صورت مفرد آن مرتبط است که می‌تواند هم برای صورت فراگیر و هم برای صورت اختصاصی صادق باشد. برای نمونه، در برخی گویش‌های چینی ماندارین، صورت فراگیر یا اختصاصی 我們 / 我们 wǒmen شکل جمع 我 wǒ («من») است، اما صورت فراگیر 咱們 / 咱们 zánmen ریشه‌ای جداگانه دارد.
در زبان هادزا، صورت فراگیر ’one-be’e شکل جمعِ مفردِ ’ono (’one-) به‌معنای «من» است، در حالی‌که صورت اختصاصی ’oo-be’e ریشه‌ای جداگانه دارد .
وجود دو واژهٔ جداگانه برای «من» که هر کدام در جمع به شکلی صرف شوند که تمایز فراگیری داشته باشند، امری نادر نیست. برای نمونه، در زبان ویتنامی، واژهٔ آشنای «من» (ta) در حالت جمع به صورت فراگیر «ما» (chúng ta) در می‌آید، و واژهٔ رسمی‌تر یا سردترِ «من» (tôi) به صورت اختصاصی «ما» (chúng tôi) صرف می‌شود.
در زبان ساموآیی، شکل مفردِ صورت اختصاصی، واژهٔ عادی برای «من» است و صورت مفردِ فراگیر نیز می‌تواند به‌تنهایی به‌کار رود و همان «من» معنا دهد، اما با بار معناییِ تقاضا یا فروتنی.
در زبان کوناما در اریتره، تمایز میان صورت فراگیر و اختصاصیِ شخص اول در شکل‌های مثنای فعل، صورت‌های جمع، ضمیرهای مستقل و ضمیرهای ملکی نمود می‌یابد.

## تمایز در افعال
در زبان‌هایی که فعل‌ها برای شخص صرف می‌شوند – مانند زبان‌های بومی استرالیا و بسیاری از زبان‌های بومی قاره آمریکا – این تمایز می‌تواند در افعال نیز نمود یابد. برای نمونه، در زبان مالیسیت-پاساماکوئودی، «من/ما آن را داریم» به‌صورت زیر بیان می‌شود:
مفرد: n-tíhin (پیشوند شخص اول n-)
اختصاصی: n-tíhin-èn (پیشوند n- + پسوند جمع -èn)
فراگیر: k-tíhin-èn (پیشوند فراگیر k- + جمع -èn)
در زبان تامیل، در مقابل، این دو ضمیر متفاوت دارای توافق یکسانی در فعل هستند.

## فراگیری در شخص اول
فراگیری در شخص اول در بسیاری از زبان‌های دراویدی، کارتوِلی و قفقازی شمالی رایج است، همچنین در زبان‌های بومی استرالیا و زبان‌های آسترونزیایی، و در زبان‌های شرق، جنوب و غرب آسیا، قاره آمریکا و برخی کریول‌ها نیز دیده می‌شود. برخی زبان‌های آفریقای جنوب صحرا مانند زبان فولانی نیز این تمایز را دارند. هیچ زبان اروپایی، جز در ناحیه قفقاز، از نظر دستوری این تمایز را نشان نمی‌دهد، هرچند برخی ساخت‌ها ممکن است از نظر معناشناسی فراگیر یا اختصاصی باشند.

### صورت‌های مفردِ فراگیر
چندین زبان پلی‌نزیایی مانند ساموآیی و تونگایی دارای تمایز فراگیری همراه با پسوندهای صریحِ مثنی  و جمع در ضمیرهایشان هستند. نبود پسوند نشان‌دهندهٔ حالت مفرد است. صورت اختصاصی در مفرد، واژهٔ عادی برای «من» است، اما صورت فراگیر نیز در مفرد به‌کار می‌رود. این تمایز از نظر تحلیل گفتمان اهمیت دارد: در تونگایی، صورت مفردِ فراگیر به‌عنوان «منِ فروتن» توصیف شده است. در انگلیسی اغلب با واژهٔ one بازتاب می‌یابد، اما در ساموآیی، از آن به‌عنوان نشانهٔ درگیری هیجانیِ گوینده یاد شده است.

## فراگیری در شخص دوم
از نظر نظری، تمایز فراگیر در شخص دوم ممکن است، اما وجود آن محل اختلاف است. در حالی‌که این تمایز به‌لحاظ مفهومی ساده است، ولی اگر هم وجود داشته باشد، بسیار نادر است – برخلاف فراگیری در شخص اول. تمایز فرضی در شخص دوم، تفاوت میان «تو و تو (و تو و تو… همهٔ حاضران)» و «تو (یک یا چند مخاطب) و فردی دیگر که اکنون مورد خطاب نیست» را شامل می‌شود. در منابع علمی این دو به‌ترتیب به‌صورت «۲+۲» و «۲+۳» شناخته می‌شوند (اعداد به شخص دوم و سوم اشاره دارند).
برخی زبان‌شناسان برجسته مانند برنارد کامری تأیید کرده‌اند که این تمایز در زبان‌های طبیعی گفتاری وجود دارد، در حالی‌که دیگران مانند جان هندرسون، آن را بیش از حد پیچیده و در عمل غیرقابل استفاده می‌دانند. بسیاری دیگر از زبان‌شناسان دیدگاهی میانه دارند و معتقدند که ممکن است وجود داشته باشد، ولی تاکنون در زبان‌های شناخته‌شده ثبت نشده است. هورست جی. سیمون در مقاله‌ای در سال ۲۰۰۵ تحلیلی دقیق از فراگیری در شخص دوم ارائه داده است. او نتیجه می‌گیرد که گزارش‌های مکرر دربارهٔ وجود فراگیری در شخص دوم – یا هر ویژگیِ ضمیری از نوع [+۳] فراتر از صرفاً «ما» ی اختصاصی – بی‌پایه‌اند و بر تحلیل‌های نادرست از داده‌ها استوارند.

## پراکندگی تمایز فراگیری
تمایز فراگیر–اختصاصی تقریباً در تمام زبان‌های آسترونزیایی و زبان‌های شمالی زبان‌های بومی استرالیا دیده می‌شود، اما در زبان‌های پاپوآیی که در نزدیکی آن‌ها هستند، به‌ندرت یافت می‌شود. (زبان توک پیسین، یک کریول انگلیسی-ملانزی، معمولاً دارای این تمایز است، اما این موضوع به پیش‌زمینهٔ زبانی گوینده بستگی دارد) این تمایز در هند نیز گسترده است و در زبان‌های دراویدی و زبان‌های موندا، و همچنین در چندین زبان هندواروپایی رایج در هند مانند اوریه، مَراتی، راجستانی، پنجابی، دَکَنی و گُجَراتی وجود دارد (که یا آن را از دراویدی وام گرفته‌اند یا آن را به‌عنوان لایه‌ای زیرین حفظ کرده‌اند در حالی که زبان دراویدی جای خود را از دست داده است).
این تمایز همچنین در زبان‌های شرق سیبری مانند زبان‌های تونگوزی، و نیز در چینی ماندارین شمالی یافت می‌شود. در زبان‌های بومی آمریکا، حدود نیمی از زبان‌ها این ویژگی را دارند، اما الگوی جغرافیایی یا دودمانی مشخصی در آن‌ها دیده نمی‌شود. همچنین این تمایز در شماری از زبان‌های قفقاز و زبان‌های آفریقایی مانند فولانی و خوئه‌خوئه نیز وجود دارد.
البته در هر زبانی می‌توان ایده‌ی فراگیری را از نظر معنایی بیان کرد، و بسیاری از زبان‌ها ساخت‌هایی رایج دارند که ابهامِ ضمیرِ شخص اول را رفع می‌کنند (برای نمونه در انگلیسی: "the rest of us" یا در ایتالیایی: noialtri). اما در زبانی که به‌راستی دارای تمایز فراگیر است، ضمیر جمعِ شخص اول با فراگیریِ نامعین وجود ندارد؛ یعنی گوینده ناگزیر است از طریق انتخاب ضمیر یا صرف فعل مشخص کند که آیا مخاطب را شامل می‌کند یا نه. این ویژگی، بیشتر زبان‌های اروپایی را از داشتن چنین تمایزی کنار می‌گذارد.
با این حال، فراگیری یک ویژگی زبانی بسیار رایج در سراسر جهان است. برخی زبان‌ها که بیش از یک شمارِ جمع دارند، این تمایز را تنها در شمار مثنی اعمال می‌کنند و نه در شمار جمع وسیع‌تر؛ اما در زبان‌های دیگر، این تمایز در همه‌ی شمارها دیده می‌شود.